# Памела Гідлі
Памела Гідлі (англ. Pamela Gidley; 11 червня 1965―16 квітня 2018) ― американська акторка, модель. Свою карєру вона почала як актриса кіно її дебютом став фільм 1986 року «Thrashin», і таких фільмів: «Dudes» (1987), «Cherry 2000» (1987), «The Blue Iguana» (1988), «Permament Record» (1988), «Highway to hell» (1992), «Твін Пікс: Вогню, іди зі мною» (1992), «Walk with Me» (1992), «Мафія Джейн Остін» (1998), «The Little Vampire» (2000). Також вона відома у таких телесеріалах: «Дивна вдача» у ролі Одрі Вестон (1995 - 1996), і повторювана роль у серіалі «Авантюрист» (1997), де зіграла роль Бріджит.

## Біографія
Памела Гідлі народилася 11 червня 1965 року у місті Метуен, штат Массачусетс, США, і виросла у місті Салем, Нью-Гемпшир. У неї було два старших брата, Глен і Деніел, і один молодший брат Браян, вона була єдиною дочкою у сім'і. 12 березня, 1985, в Сіднеї, Австралія, Гідлі виграла конкурс краси від модельного агентства «Wilhemina», модельна карєра йшла успішно, Гідлі починає вивчати акторську майстерність, у Нью-Йоркській академії драматичного мистецтва під керівництвом актриси і викладача акторської майстерності Стели Адлер, яка керувала акторською студією «Стелли Адлер». Гідлі переїжджає до міста Лос-Анджелес, щоб продовжувати акторську кар'єру.

## Кар'єра
Гідлі дебютувала у такому фільімі «Поразка» 1986 року. Вона також зявилася в кількох фільмах 80-х років у тому числі «Чувак», «Блакитна ігуана», «Постійний запис», та «Вишня 2000» Гідлі також зіграла у 90-х роках, у таких фільмах: «Твін Пікс: Вогню, іди зі мною», приквел до короткочасного серіалу «Disturbed» разом з акторм Малкольмом Макдауелом, «Шосе в пекло», в комедії «Мафія Джейн Остін», комедійний фільм жахів «Аберація» в якому вона зіграла головну роль, «Kiss & Tell» у фільмі де Гідлі виступила продюсером. У 2000 році Гідлі зявляється у сімейній комедії «Маленький вампір». Останній її фільм стала комедія «Cake Boy». Гідлі найбільше відома своїми ролями у телесеріалах це був телесеріал «Макгваєр». У сезоні 1987―1988, років вона тричі зявляється в ролі  лейтенанта армії Нікі Рейнс у серіалі «Тур до виконання обовязків». Вона також зіграла повторювано персонажа Тері Міллер у серіалі «Місце злочину» де вона зявляється у першому і у третьому сезонах серіалу.
Такоє вона зіграла роль Одрі Вестін у не довгому містичному серіалі  «Дивна удача», який тривав один сезон. Інші телевізійні роботи включають таке: «Crime Story», «Tour of Duty», та багатосерійну драму «Skin», яка була скасована після восьми епізодів, і Гідлі зіграла гостьову роль у епізоді The Closer. Були ще такі ролі у фільмі «Авантюрист» це була роль Бріджит Паркер. Гідлі померла 16 квітня, 2018 року у віці 52 років у місіт Сібрук, Нью-Гемпшир. Станом на 30 квітня 2018 року причина смерті так і не була оприлюднена.

## Фільмографія
- Зіткнення (1986)
- Чуваки (1987)
- Вишня 2000 (1987)
- Блакитна ігуана (1988)
- Постійний запис (1988)
- Останній з найкращих (1990)
- Порушений (1990)
- Дорога в пекло (1991)
- Лібестраум (1991)
- Твін пікс: Вогню, іди зі мною (1992)
- Любов така (1992)
- Паперові сердечка (1993)
- Вільне падіння (1994)
- SFW (1994)
- Екіпаж (1994)
- Маленька смерть (1994)
- Аберація (1997)
- Бомба (1997)
- Лабіринт (1997)
- Мафія (1998)
- Пригощання (1998)
- Покер брехунів (1999)
- Маленький вампір (2000)
- До побачення казанова (2000)
- True Blue (2001)
- Спантеличений (2001)
- Блиск (2001)
- Швидкість руху (2002)
- Cake Boy (2005)